# Garrett Hines
Garrett Hines (* 3. Juli 1969 in Chicago) ist ein ehemaliger US-amerikanischer Bobfahrer.

## Leben
Garrett Hines wurde in Chicago geboren und wuchs in Memphis auf. Er besuchte die Southern Illinois University, wo er als Zehnkämpfer aktiv war und zudem American Football spielte. Nach seinem Masterabschluss 1994 trat er der United States Army bei und begann mit dem Bobsport. Seine ersten Podiumsplatzierungen im Weltcup konnte Hines 1996 als Anschieber von Jim Herberich im Zweierbob verzeichnen. Bei den Olympischen Winterspielen 1998 in Nagano ging Hines als Anschieber von Brian Shimer an den Start. Im Zweierbob-Wettkampf belegte das Duo den fünften Platz und im Viererbob-Wettkampf verpassten sie zusammen mit Chip Minton und Randy Jones um zwei hundertstel Sekunden die Bronzemedaille. Auch bei den Olympischen Winterspielen 2002 in Salt Lake City war es ähnlich knapp. Dieses Mal fehlten Hines und seinem Piloten Todd Hays im Zweierbob-Wettkampf drei hundertstel auf den Bronzerang. Im Viererbob-Wettkampf hingegen konnten die beiden sich zusammen mit Bill Schuffenhauer und Randy Jones die Silbermedaille sichern. Ein Jahr später gewann die Crew Silber bei der Weltmeisterschaft in Lake Placid. Mit dem Ende der Weltcupsaison 2005/06 beendete er seine Karriere.
Während der Olympischen Winterspiele 2022 in Peking betreute Hines die US-amerikanische Bobmannschaft.